# La pachanga
La pachanga és una pel·lícula de comèdia mexicana de l'any 1981 produïda per Rogelio Agrasánchez. Va ser dirigida per José Estrada i escrita per Rogelio Agrasánchez i Ramón Obón.

## Sinopsi
Un cap de setmana a la Ciutat de Mèxic. Els habitants d'un vell edifici d'apartaments celebren dues cerimònies diferents: una festa de quinze anys i una vetlla. Els veïns es barregen entre els dos pachangas mentre que l'amor, el sexe, la comèdia i la tragèdia es combinen en un còctel divertit i explosiu.

## Repartiment
- Julissa - Adela.
- Claudia Islas - Carmen.
- Alejandro Ciangherotti es Vicente.
- Gregorio Casal - Alejo.
- Sergio Jiménez - Don Moshe.
- Elsa Cárdenas - Laura.
- Óscar Bonfiglio - Chacho.
- José Chávez es Don Sebas.
- Lolita Cortés - Celestina.
- Noé Murayama - Rey.
- Gerardo del Castillo - Don Regino.
- Mario del Mar - Don Nacho.
- Anaís de Melo - Concha.
- Patricia Rivera - Elodia.
- Carmelita González - Doña Eugenia.
- Roberto Huicochea - Moisés.
- Pedro Weber "Chatanuga" - El Vecino.
- Martha Meneses - Toñita.
- Francisco Ledezma
- José Antonio Marros - Don Joselo.
- Jorge Patiño - Don Ramón.
- Ana María de Panamá - Cruz.
- Mario Zebadúa - Don Chucho.
- Ligia Escalante - La hermana de Concha.
- Jorge Fegán - Portero.
- Alberto Gavira - Funerario.
- Ricardo Contreras
- Francisco Ledezma
- Arturo Martín del Campo
- Agustín Silva
- Braulio Zertuche

## Premis
En la XXV edició dels Premis Ariel va rebre tres premis de vuit nominacions
| 1983 | José Estrada           | Millor direcció             | Guanyador |
| 1983 | Noé Murayama           | Millor actor                | Nominat   |
| 1983 | Sergio Jiménez         | Millor actor                | Nominat   |
| 1983 | María Rojo             | Millor actriu               | Nominat   |
| 1983 | Alejandro Ciangherotti | millor coactuació masculina | Nominat   |
| 1983 | José Morales Montáñez  | millor escenografia         | Guanyador |
| 1983 | Rosalío Solano         | millor fotografia           | Nominat   |
| 1983 | Rafael Ceballos        | millor edició               | Guanyador |